# Molino de la Albolafia
Molino de la Albolafia är ett monument i Spanien.   Det ligger i provinsen Province of Córdoba och regionen Andalusien, i den södra delen av landet, 300 km söder om huvudstaden Madrid. Molino de la Albolafia ligger 96 meter över havet.
Terrängen runt Molino de la Albolafia är platt åt sydost, men åt nordväst är den kuperad. Runt Molino de la Albolafia är det ganska tätbefolkat, med 230 invånare per kvadratkilometer. Närmaste större samhälle är Córdoba, 1,7 km norr om Molino de la Albolafia. Runt Molino de la Albolafia är det i huvudsak tätbebyggt.